# Distretto di Yongnian
Il distretto di Yongnian (永年区S, YǒngniánqūP) è un distretto della Cina, situato nella provincia di Hebei e amministrato dalla prefettura di Handan.

## Città importanti
- Guangfu